# Penicillium marneffei
Penicillium marneffei är en svampart som beskrevs av Segretain 1960. Penicillium marneffei ingår i släktet Penicillium och familjen Trichocomaceae.   Inga underarter finns listade i Catalogue of Life.

## Källor

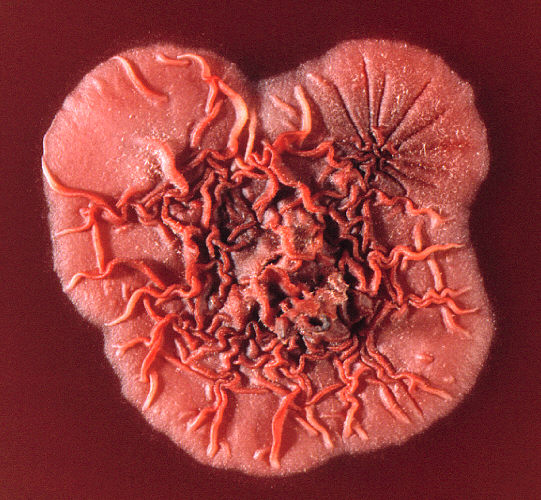